# وینهویزن، هلند شمالی
وینهویزن، هلند شمالی (به هلندی: Veenhuizen, North Holland) یک روستا در هلند است که در Heerhugowaard واقع شده‌است.